# Дхарманатха

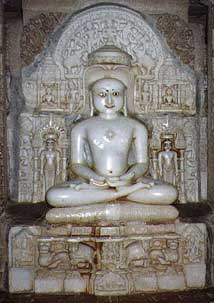
Статуя тиртханкары

Дхарманатха, в джайнской традиции — 15-й тиртханкара нашей эпохи. Согласно джайнскому учению, он стал сиддхой, полностью сбросив с себя карму. Родился в городе Ратнапури (территория современного штата Уттар-Прадеш), на 3 день первой половины индийского месяца магха. Отец — король Бхану, а мать — королева Суврата.
В своё время Дхарманатха женился и взошёл на трон. После долгого правления он завязал с мирской жизнью и стал аскетом. После двух лет духовной практики Дхарманатха достиг всеведения. Предметом его первой речи были негативные последствия страсти. В конце своей жизни удалился в Самметшикхар, где достиг нирваны.
Дхарманатхе полностью посвящён храм Хутхесинг, построенный в 1848 году в Ахмадабаде, штат Гуджарат.